# Euphorbia gentryi
Euphorbia gentryi är en törelväxtart som beskrevs av Victor W. Steinmann och T.F.Daniel. Euphorbia gentryi ingår i släktet törlar, och familjen törelväxter. Inga underarter finns listade i Catalogue of Life.